# Vamos al Monte Paektu
"Vamos al Monte Paektu" es una canción de música ligera de Corea del Norte de 2015 en elogio al líder del país, Kim Jong-un.
La canción es importante desde el punto de vista político y su letra narra un viaje muy simbólico al monte Paektu , importante en la cultura y el folklore coreanos.
La canción está asociada con la Orquesta de Moranbong, pero también ha sido interpretada por otros artistas norcoreanos. El grupo Laibach registró una versión en idioma inglés de la canción y quería llevarla a cabo en Corea del Norte. Las autoridades del país les pidieron que lo dejaran fuera de su concierto y el grupo accedió.